# John Olivas
John Daniel Olivas (Los Angeles, 25 mei 1966) is een Amerikaans voormalig ruimtevaarder. Olivas eerste ruimtevlucht was STS-117 met de spaceshuttle Atlantis en vond plaats op 8 juni 2007. Tijdens de missie werden zonnepanelen naar het Internationaal ruimtestation ISS gebracht.
Olivas maakte deel uit van NASA Astronautengroep 17. Deze groep van 32 ruimtevaarders begon hun training in 1998 en had als bijnaam The Penguins. 
In totaal heeft Olivas twee ruimtevluchten op zijn naam staan. Tijdens zijn missies maakte hij vijf ruimtewandelingen. In 2010 verliet hij NASA en ging hij als astronaut met pensioen. 